# Айтор Монрой
Айтор Монрой Руеда (ісп. Aitor Monroy Rueda; нар. 18 жовтня 1987, Мадрид, Іспанія) — іспанський футболіст, опорний півзахисник «Алькали».

## Життєпис
Народився в Мадриді, вихованець скромного клубу «Алькала». У 2005 році потрапив до структури «Атлетіко» (Мадрид). За чотири роки, проведені в столичному клубі, виступав лише за «Атлетіко Мадрид Б» та «Атлетіко Мадрид С»., у складі останнього з вище вказаних клубів грав у Сегунда Дивізіоні Б.
У 2009 році підписав 2-річний контракт з клубом третього дивізіону «Логроньєс». Перший сезон у клубі фактично пропустив через травму, зіграв 12 матчів у чемпіонаті.
Перший досвід виступів у вищому дивізіоні здобув у сезоні 2011/12 років, у клубі «Чахлеул» з П'ятра-Нямц у Румунії. Наступного сезону зіграв 28 матчів у Лізі I та відзначився своїм першим голом на професіональному рівні, у переможному (3:0) поєдинку проти «Конкордії» (Кіажна).
У січні 2014 року за 40 000 євро перебрався до іншого клубу Ліги I, ЧФР (Клуж). У листопаді того ж року вирішив розірвати контракт через невиплату зарплати, а в лютому 2015 року підписав контракт з представником Національного дивізіону Молдови «Шериф» (Тирасполь). 24 травня 2015 року виграв із командою Кубок Молдови 2014/15. 19 червня стало відомо, що він залишив склад команди, загалом за «Шериф» провів 16 поєдинків, 11 з яких — у Національному дивізіоні.
Протягом двох сезонів виступав у клубі ізраїльської Прем’єр-ліги «Маккабі» (Петах-Тіква), де виходив на поле здебільшого з лави запасних. Влітку 2017 року вільним агентом залишив команду, протягом півроку залишався без клубі, а в січні 2018 року повернувся до Румунії, де підписав контракт з «Динамо» (Бухарест). У наступні роки нетривалий період часу представляв «Дунерю» (Келераші) (вищий дивізіон чемпіонату Румунії), «Інтернасьйонал» (Мадрид) (третій дивізіон іспанського чемпіонату) та «Джамшедпур» (Індійська Суперліга).
У березні 2022 року у 34-річному віці повернувся до нижчолігового «Алькали».

## Статистика виступів

### Клубна
Станом на 1 січня 2022 року
| Клуб                      | Сезон             | Ліга                  | Ліга  | Ліга | Кубок | Кубок | Конт. турніри | Конт. турніри | Загалом | Загалом |
| Клуб                      | Сезон             | Дивізіон              | Матчі | Голи | Матчі | Голи  | Матчі         | Голи          | Матчі   | Голи    |
| ------------------------- | ----------------- | --------------------- | ----- | ---- | ----- | ----- | ------------- | ------------- | ------- | ------- |
| «Атлетіко Мадрид Б»       | 2007–08           | Сегунда Дивізіон Б    | 13    | 0    | —     | —     | —             | —             | 13      | 0       |
| «Атлетіко Мадрид Б»       | 2008–09           | Сегунда Дивізіон Б    | 29    | 0    | 0     | 0     | —             | —             | 29      | 0       |
| «Атлетіко Мадрид Б»       | Загалом           | Загалом               | 42    | 0    | —     | —     | —             | —             | 42      | 0       |
| «Логроньєс»               | 2009–10           | Сегунда Дивізіон Б    | 12    | 0    | 1     | 0     | —             | —             | 13      | 0       |
| «Логроньєс»               | 2010–11           | Сегунда Дивізіон Б    | 5     | 0    | 1     | 0     | —             | —             | 6       | 0       |
| «Логроньєс»               | Загалом           | Загалом               | 17    | 0    | 2     | 0     | —             | —             | 19      | 0       |
| «Чахлеул»                 | 2011–12           | Ліга I                | 31    | 0    | 1     | 0     | —             | —             | 32      | 0       |
| «Чахлеул»                 | 2012–13           | Ліга I                | 28    | 1    | 2     | 0     | —             | —             | 30      | 1       |
| «Чахлеул»                 | Загалом           | Загалом               | 59    | 1    | 3     | 0     | —             | —             | 62      | 1       |
| ЧФР (Клуж)                | 2013–14           | Ліга I                | 12    | 0    | 0     | 0     | —             | —             | 12      | 0       |
| ЧФР (Клуж)                | 2014–15           | Ліга I                | 15    | 0    | 1     | 0     | 4             | 0             | 20      | 0       |
| ЧФР (Клуж)                | Загалом           | Загалом               | 27    | 0    | 1     | 0     | 4             | 0             | 32      | 0       |
| «Шериф»                   | 2014–15           | Національний дивізіон | 11    | 0    | 1     | 0     | —             | —             | 12      | 0       |
| Загалом                   | Загалом           | Загалом               | 11    | 0    | 1     | 0     | 0             | 0             | 12      | 0       |
| «Маккабі» (Петах-Тіква)   | 2015–16           | Прем'єр-ліга Ізраїлю  | 28    | 0    | 6     | 0     | —             | —             | 34      | 0       |
| «Маккабі» (Петах-Тіква)   | 2016–17           | Прем'єр-ліга Ізраїлю  | 24    | 0    | 3     | 0     | —             | —             | 27      | 0       |
| «Маккабі» (Петах-Тіква)   | Загалом           | Загалом               | 52    | 0    | 9     | 0     | —             | —             | 61      | 0       |
| «Динамо» (Бухарест)       | 2017–18           | Ліга I                | 5     | 0    | 1     | 0     | —             | —             | 6       | 0       |
| «Дунеря» (Келераші)       | 2018–19           | Ліга I                | 4     | 0    | 0     | 0     | —             | —             | 4       | 0       |
| Загалом                   | Загалом           | Загалом               | 9     | 0    | 1     | 0     | —             | —             | 10      | 0       |
| «Інтернасьйонал» (Мадрид) | 2018–19           | Сегунда Дивізіон Б    | 17    | 0    | 0     | 0     | —             | —             | 17      | 0       |
| Загалом                   | Загалом           | Загалом               | 17    | 0    | 0     | 0     | —             | —             | 17      | 0       |
| «Джамшедпур»              | 2019–20           | Індійська Суперліга   | 18    | 1    | 0     | 0     | —             | —             | 18      | 1       |
| «Джамшедпур»              | 2020–21           | Індійська Суперліга   | 19    | 0    | 0     | 0     | —             | —             | 19      | 0       |
| «Джамшедпур»              | Загалом           | Загалом               | 37    | 1    | 0     | 0     | —             | —             | 37      | 1       |
| «Алькала»                 | 2021–22           | Терсера Федерасьйон   | 0     | 0    | —     | —     | —             | —             | 0       | 0       |
| Усього за кар'єру         | Усього за кар'єру | Усього за кар'єру     | 271   | 2    | 17    | 0     | 4             | 0             | 292     | 2       |

1. ↑  Матчі в Лізі Європи УЄФА

## Досягнення
«Шериф»
- Національний дивізіон Молдови
  -  Бронзовий призер (1): 2014/15

- Кубок Молдови
  -  Володар (1): 2014/15